# De Havilland Hornet
De Havilland DH.103 Hornet byl stíhací letoun poháněný pístovými motory, který i nadále využíval průkopnickou dřevěnou konstrukci společnosti de Havilland, která se proslavila hlavně letounem de Havilland Mosquito. Letoun vstoupil do služby těsně po skončení 2. světové války, kdy nastoupil do služby jako denní stíhací letoun u Královského letectva (RAF). Později se úspěšně účastnil bojů v Malajsii. Verze Sea Hornet mohla sloužit i na palubách letadlových lodí.

## Vývoj

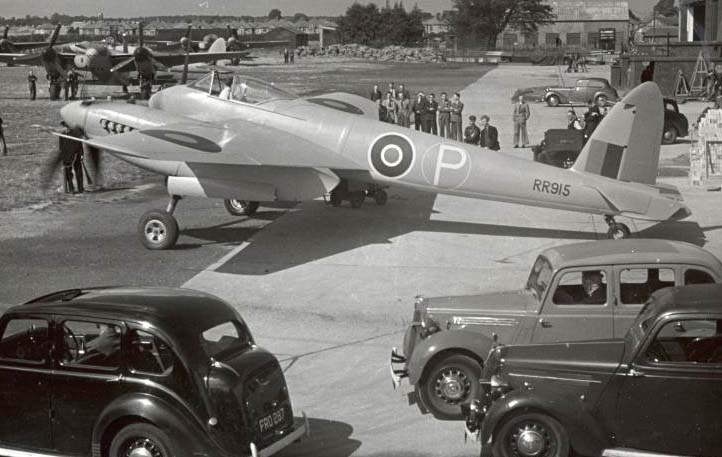
Prototyp RR 915, 1944

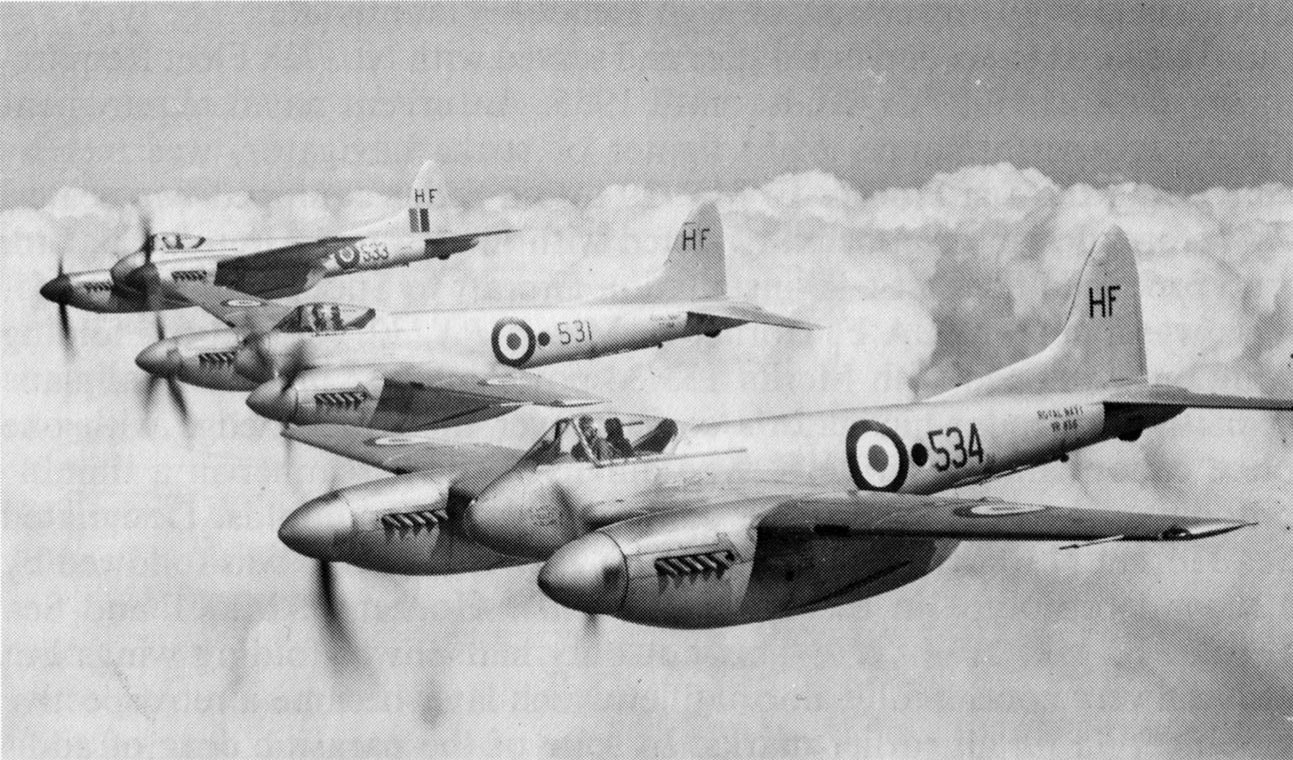
Letouny de Havilland Sea Hornet F.20 poblíž Malty.

Letoun byl navržen bez objednávky od letectva jako soukromý vývoj společnosti de Havilland. Mělo se jednat o stíhací letoun na dlouhé vzdálenosti určený pro tichomořské bojiště proti Japonsku na základě specifikací britského ministerstva letectví F.12/43, které byly na takový typ vypsány. Od počátku vývoje bylo počítáno s tím, že by letoun mohl být používán i na palubách letadlových lodí. Z tohoto důvodu byl velký důraz kladen na snadnou ovladatelnost, zvlášť při nízkých rychlostech, a dobrý výhled pro pilota. Konstrukce byla založená na smíšené dřevěné konstrukci z balzy a překližky podobně jako tomu bylo u letounu Mosquito, ale Hornet navíc používal i hliníkové plechy Alclad s využitím lepených spojů. Konstrukce křídel byla přepracována tak, aby odolaly většímu přetížení.
Kromě přepracované vnitřní konstrukce křídla byl na základě nových aerodynamických poznatků přepracován i tvar křídla. Výsledkem bylo mnohem tenčí křídlo, přičemž konstruktéři využívali laminárního proudění, podobně jako u křídel letounů P-51 Mustang a Hawker Tempest. Ovládací plochy se skládaly z hydraulicky ovládaných dělených klapek na vnitřní části křídel až za motorové gondoly (tak jako u Mosquita), přičemž součástí systémů klapek byla i zadní část motorové gondoly. Na koncích křídel se nacházely hliníkem potažená křidélka. Toto uspořádání dávalo letounu vynikající ovladatelnost.
Hornety používaly „štíhlé“ motory Rolls-Royce Merlin s vhodně umístěnými přídavnými zařízeními tak, aby byla co nejvíce minimalizována čelní plocha i tím i odpor prostředí. Neobvyklé pro britskou konstrukci bylo, že vrtule motorů se neotáčely stejným směrem, ale byly protiběžné. Oba motory byly ve skutečnosti shodné a otáčely se stejným směrem, ale motor Merlin 131 měl přidán jeden převod, který obracel směr otáčení vrtule. To kompenzovalo točivý efekt, který se projevuje u letounů, kde se vrtule otáčejí jedním směrem. Letoun byl vybaven takovými motory a velkými klapkami proto, aby byly vyloučeny jakékoliv problémy s ovladatelností během vzletu a přistání. Toto uspořádání také snižovalo nežádoucí vybočování letounu způsobené opravami letu pomocí křidélek a všeobecně přispívalo ke stabilnějšímu a předvídatelnějšímu chování letounu během letu. Sériové Hornety měly standardní motor Merlin 130 na levém křídle a opačně se otáčející Merlin 131 na pravém křídle.
Přívody vzduchu pro kompresor a karburátor byly umístěny v náběžné hraně křídla, stejně tak i hlavní chladiče. Čtyři vnitřní palivové nádrže měly maximální kapacitu 1 964 l (verze F 3). Tyto nádrže byly samotěsnicího provedení a byly umístěny v křídlech pod odnímatelnými panely na spodní ploše křídel.
Pro usnadnění proudění vzduchu kolem křídel byly motorové gondoly umístěny nízko, což znamenalo, že podvozkové nohy byly menší. To zlepšilo i výhled pro pilota. Rovněž kola byla menší a lehčí.
Pilot seděl v nepřetlakovém kokpitu, který byl umístěn poměrně vpředu. Kryt kokpitu byl vypouklého provedení, byl vyroben z plexiskla a odsouval se směrem dozadu. Čelní sklo bylo sestaveno ze třech částí a bylo vyrobeno z neprůstřelného skla. Kokpit byl rovněž chráněn pancéřováním. Pod a za kokpitem byla umístěna zásoba střeliva pro 4 letecké kanóny Hispano V ráže 20 mm se zásobou 190 nábojů na zbraň.
Dřevěná konstrukce trupu složená z balzy a překližky byla totožná jako u letounu Mosquito. K lepení bylo použito formaldehydové lepidlo. Celý trup byl potažen leteckým plátnem. Součástí trupu byla i svislá ocasní plocha, která byla charakteristická pro společnost de Havilland. Vodorovné ocasní plochy byly celokovové konstrukce.

### Hornet F.3
Letoun Hornet F.3 byl navržen tak, aby mohl na křídlech nést další výzbroj. Pod každým křídlem mohly být neseny dvě až čtyři rakety RP-3 (27 kg). Také byla možná kombinace čtyř raket a jedné letecké pumy až do hmotnosti 454 kg nebo přídavné nádrže pod každým křídlem až do objemu 909 l. Kapacita vnitřních palivových nádrží byla zvětšena z 1 636 l na 1 964 l. Bylo přidáno i další vybavení. Letoun dostal i větší vodorovné ocasní plochy. Ve své době letoun velice rychle zastarával, protože v té době běžel na plno vývoj a výroba proudových stíhaček jako byly například de Havilland Vampire, de Havilland Venom a Gloster Meteor. Verze F.3 byla poslední variantou letounu Hornet, která byla přijata do služby u RAF.

### Hornet PR.2 a FR.4
Letoun Hornet PR.2 byl zamýšlen jako letoun dlouhého doletu pro fotografický průzkum. Kanóny Hispano byly odstraněny a do zadní části trupu byly umístěny kamery. Celková kapacita vnitřních palivových nádrží byla zvětšena na 2 400 l. Letouny PX216, PX220 a PX249 byly přestavěny z verze Mk.I jako prototypy tohoto letounu. Následovalo je pět dalších. Poptávka po těchto letounech však rychle opadla s koncem 2. světové války v Tichém oceánu. Všechny letouny byly použity jen ke zkouškám a byly sešrotovány ještě před dodáním k RAF.
Dvanáct letounů FR.4 bylo upraveno z verze F.3 ke stejnému účelu, ale kanóny zůstaly zachovány a mírně se snížila kapacita vnitřních palivových nádrží. Tyto letouny FR.4 zažily službu u RAF v Malajsii a Hongkongu na počátku 50. let 20. století.

### Sea Hornet F.20, NF.21 a PR.22

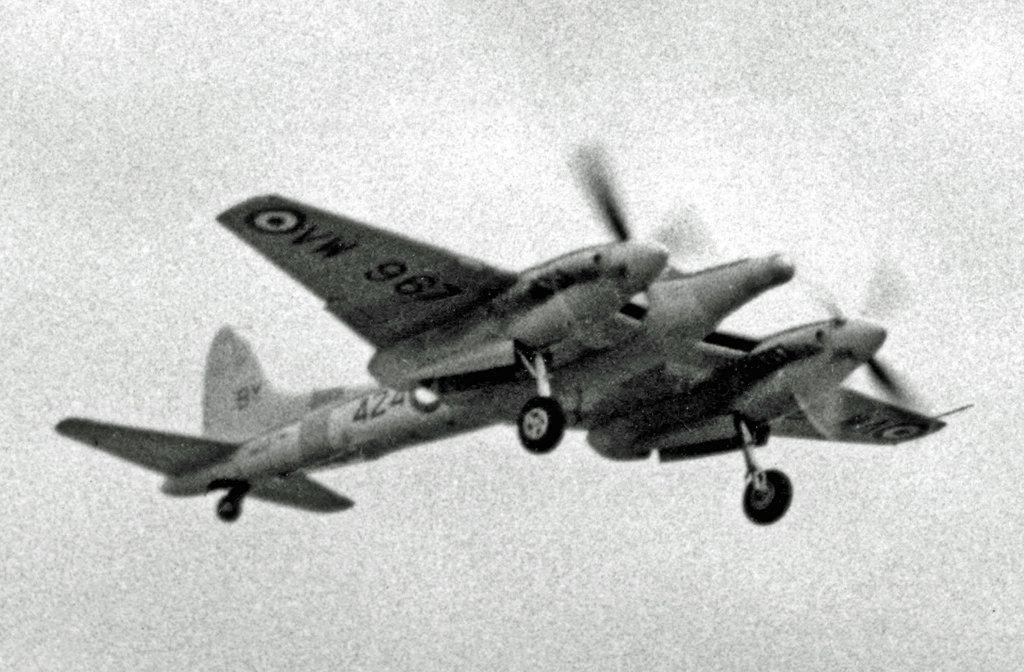
Sea Hornet NF.21 v roce 1955. Dobře viditelný je překryt radaru na nose letounu.

Letouny Hornet byly od počátku navrhovány i pro službu u námořnictva na letadlových lodích. Proto bylo nutné, aby byl letoun dobře ovladatelný při nízkých rychlostech a pilot musel mít dobrý výhled ven. Původní Hornet plnil tyto požadavky na výbornou.
Krátce poté, co poprvé vzlétnul prototyp letounu Hornet, byly vydány specifikace britského ministerstva letectví N.5/44, které upravovaly úpravu letounu Hornet pro námořní službu. U společnosti Heston Aircraft Company byla objednána přestavba třech původních letounů F.1. Úprava letounů zahrnovala instalaci hydraulického mechanismu na sklápění křídel pro úsporu místa na letadlové lodi. Letouny dostaly i štěrbinové vztlakové klapky, aby bylo ještě více vylepšeno jejich ovládání při nízkých rychlostech.
Zadní část trupu byla více vyztužena a byla vybavena přistávacím hákem. Letoun byl vybaven i ocelovými háky, které umožňovaly jeho start na katapultu letadlové lodi.
Podvozkové nohy společnosti de Havilland s gumovým odpružením nemohly absorbovat rázy vyvolané během přistání na palubě letadlové lodi. Proto byly nahrazeny konvenčnějšími podvozkovými nohami s hydraulickými tlumiči. Letouny byly osazeny motory Merlin 133/134 (výkon snížen z 2 070 hp/1 543 kW na 2 030 hp/1 535 kW).
Letouny dostaly i další specializované námořní vybavení (hlavně různé radiové vybavení). Také mohly být vybaveny trojicí kamer v zadní části trupu – po jedné po stranách trupu a jedna dole. Na letounech Sea Hornet F.20 byly také uplatněny vylepšení letounů Hornet F.3, ačkoliv kapacita jejich vnitřních palivových nádrží byla 1 557 l, což bylo o něco méně než u letounů F.1. Celkově vlivem všech úprav vzrostla hmotnost letounu o 249 kg. To způsobilo pokles maximální rychlosti o 11 mph (18 km/h).
Letoun Sea Hornet NF.21 byl navržen na uspokojení potřeby na noční námořní stíhací letoun. Na výfuky motorů byly instalovány speciální tlumiče plamenů a do zadní části trupu přímo nad odtokovou hranu křídla byl instalován druhý kokpit. V tomto kokpitu seděl proti směru letu operátor radaru / navigátor. K usnadnění přístupu do tohoto kokpitu byla ve spodní části trupu umístěna malá dvířka. Překryt tohoto kokpitu byl pevný, bublinového tvaru, který mohl být v případě nebezpečí odhozen a poskytoval dobrý výhled z letounu. Pod podlouhlým krytem na nose letounu byl umístěn radar ASH. Vodorovné ocasní plochy měly větší rozpětí. Vliv všech těchto úprav na výkony letounu byl minimální.
Sea Hornet PR.22 byla verze letounu F.20 určená pro fotografický průzkum. Kanóny byly odstraněny a otvory jejich hlavní byly zaslepeny. V zadní části trupu byly instalovány tři kamery jak pro snímání v noci tak za dne. Celkem bylo postaveno 23 letounů PR.22.

### Civilní Hornet
Jediným Hornetem s civilní registrací byl Sea Hornet F 20 „TT193“. Letoun byl původně poslán do Edmontonu v Kanadě pro zkoušky v zimních podmínkách. Po jejich skončení byl místo přepravy zpět do Anglie prodán do soukromých rukou. Dostal registraci CF-GUO a létal pro Spartan Air Services a Field Aviation do 11. června 1952, kdy musel pro poruchu motoru nouzově přistát. Zbytky letounu zůstávají i nadále v soukromých rukou.

## Služba

### Hornet
Prototyp Hornetu s číslem RR 915 poprvé vzlétnul 28. července 1944. V kokpitu seděl sám Geoffrey de Havilland Jr. Letoun byl poháněn dvojicí motorů Merlin. Jednalo se o nejrychlejší pístovými motory poháněný letoun ve službách RAF. Hornet byl také nejrychlejším dřevěným letounem všech dob a druhým nejrychlejším dvoumotorovým vrtulovým letounem, přičemž byl jen o něco málo pomalejší než nekonvenční německý Dornier Do 335 Pfeil.
Prototyp letounu dosahoval ve vodorovném letu rychlosti 780 km/h. Druhý kus (PR919) dostal plnou výzbroj čtyř kanónů British Hispano ráže 20 mmve spodní části trupu a navíc závěsníky pro dvě pumy po 454 kg, osm raket po 27 kg, nebo pro přídavné nádrže pod křídlem. Sériové letouny dosahovaly ve vodorovném letu rychlosti 760 km/h. Hornet vstoupil do služby v roce 1946 u 64. perutě RAF na základně Horsham St.Faith. Zácvik pilotů probíhal na základně RAF Molesworth.
Během své relativně krátké služby se letoun zúčastnil pokusů o několik leteckých rekordů. Například 15. září 1949 letěl Flight Lieutenant H. Peebles ze základny RAF Bovingdon na Gibraltar průměrnou rychlostí 574,445 km/h, čímž ustanovil nový britský rekord. Tento rekord vydržel jen tři dny, protože při zpáteční cestě letěl Group Captain A.P.C. Carver průměrnou rychlostí 701,466 km/h.
V operační službě vydržel Hornet I (později F.1) jen velmi krátce, než byl nahrazen verzí F.3. První Hornet F.3 PX 366 byl představen na letecké přehlídce ve Farnborough v červnu 1946.
Novými jednotkami, které obdržely tyto letouny, byly 33., 45. a 80. peruť RAF. Společně s 64. perutí působili v Malajsii, kde nahradily letouny Bristol Beaufighter a Supermarine Spitfire během akcí proti komunistickým povstalcům během malajské krize. Letouny létaly vyzbrojeny raketami a/nebo leteckými pumami o hmotnosti 454 kg. Hornety se svým dlouhým doletem a dobrou vytrvalostí byly schopny více než dvě hodiny zůstávat nad cílovou oblastí a čekat na navedení na cíl. Tím se prokázaly jako velice užitečné. Například 45. peruť se základnou v Singapuru uskutečnila během pěti let 4 500 operačních letů.
Všechny Hornety byly staženy z operační služby do poloviny roku 1956. Ani jeden kompletní letoun se do dnešních dnů nedochoval, ačkoliv ve Velké Británii probíhá rekonstrukce přední části trupu letounu.

### Sea Hornet

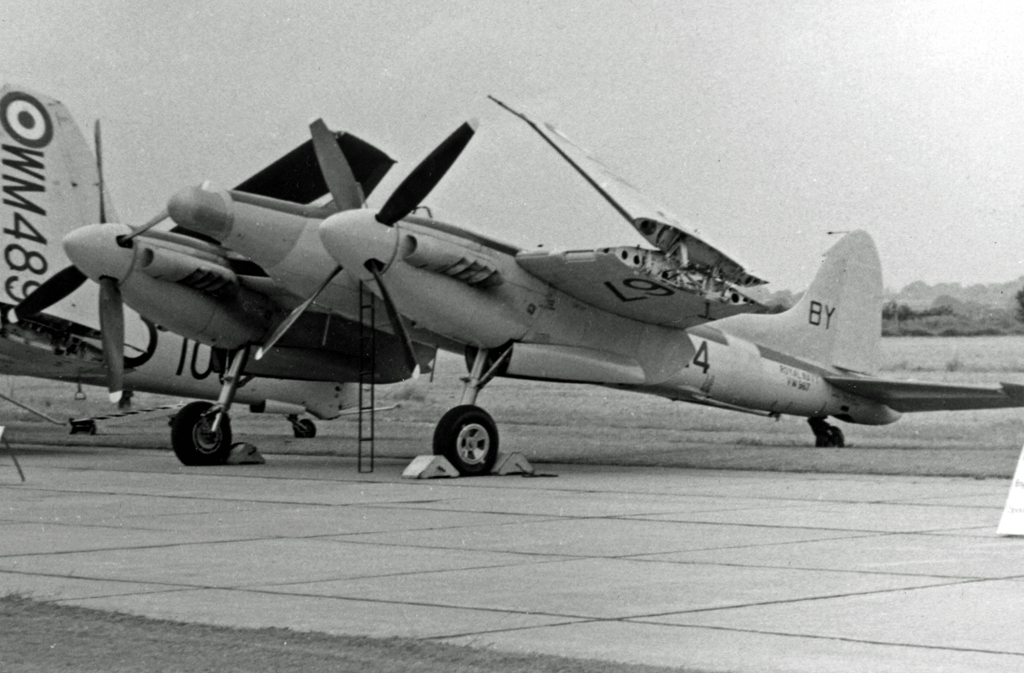
DH.103 Sea Hornet NF.21 vystavený na námořní základně Stretton v roce 1955 se složenými křídly.

Prototyp letounu Sea Hornet F.20 (PX 212), který neměl mechanismus na sklápění křídel, poprvé vzlétnul 19. dubna 1945. Letoun PX 212 byl později přestavěn na prototyp NF.21, který poprvé vzlétnul 9. července 1946.
Jedinou jednotkou, která byla 1. června 1947 plně vybavena letouny Sea Hornet F.20, byla 801. peruť na královské letecké námořní základně Ford. Tyto letouny následně sloužily na letadlových lodích HMS Implacable (R86) a HMS Indomitable (92).
Ostatní Sea Hornety byly přiděleny k různým námořním perutím, včetně třech strojů, které byly přiděleny k 806. námořní letecké peruti. Tyto byly společně s letounem Vampire a dvojicí letounů Sea Fury umístěny na kanadské letadlové lodi HMCS Magnificent (CVL 21) při její předváděcí cestě do Severní Ameriky v roce 1948. Sea Hornety předvedly několik velkolepých leteckých ukázek na mezinárodní letecké výstavě v New Yorku mezi 31. červencem a 8. srpnem.
V lednu 1949 byla letouny Sea Hornet NF.21 vybavena 809. námořní letecká peruť na královské námořní letecké základně Culdrose. Poté byly letouny přemístěny na letadlovou loď HMS Illustrious (87) a poté v květnu 1951 na HMS Vengeance (R71). Jednotka byla nakonec umístěna na Maltě, kde byla v roce 1954 rozpuštěna.
Jeden letoun Sea Hornet (TT 213) získalo RAAF. Letoun byl používán v Austrálii hlavně k testování a ke zkouškám v tropických podmínkách.
Tak jako v případě letounu Hornet se do dnešních dnů nedochoval jediný exemplář.

## Varianty

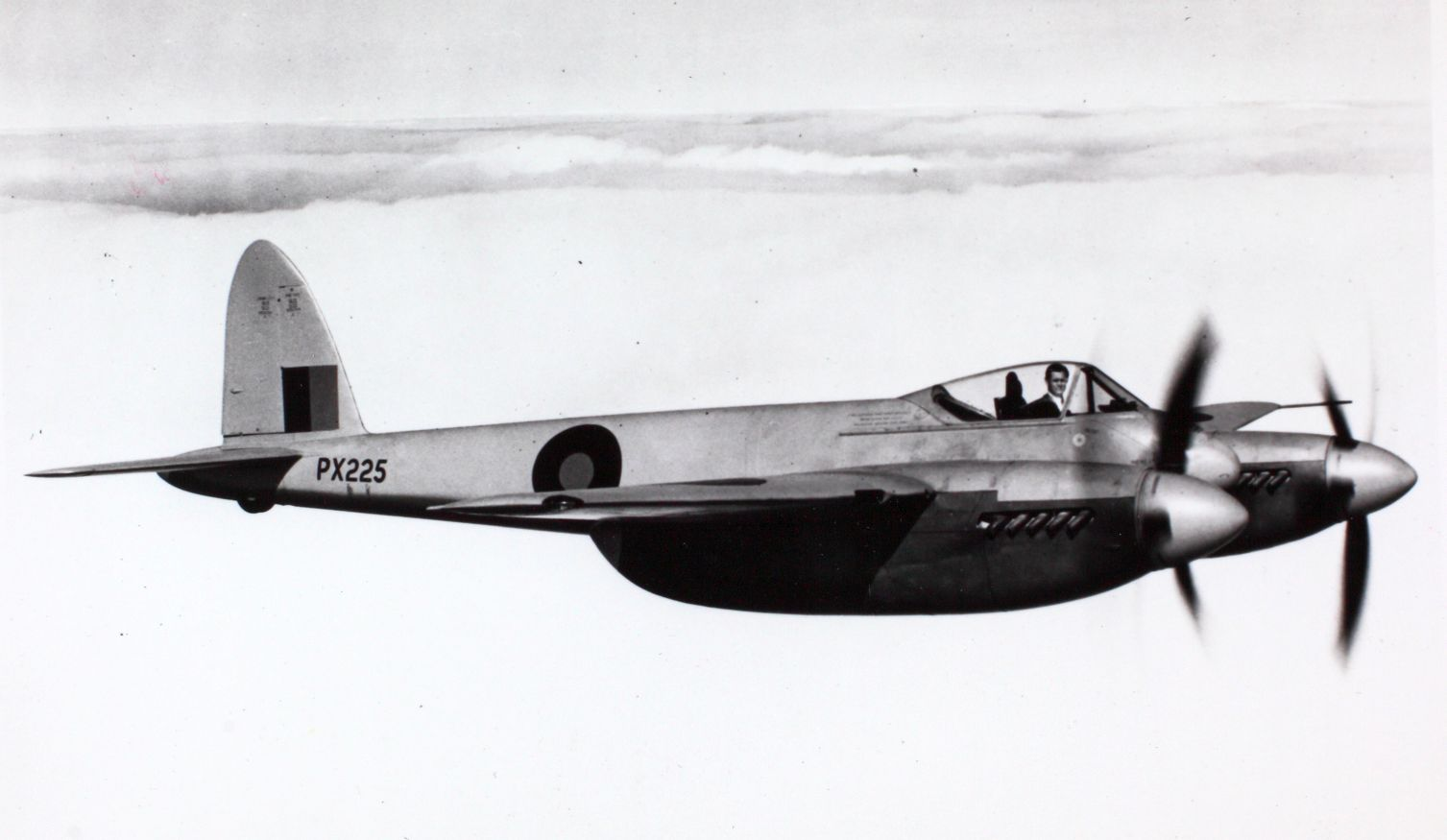
De Havilland DH.103 Hornet, (PX225)

Hornet F.1
Stíhací verze s motory Merlin 130/131. Postaveno 60 strojů.
Hornet PR.2
Neozbrojená verze pro fotografický průzkum. Postaveno 5 strojů a další 3 stroje přestavěny z verze F.1.
Hornet F.3
Vylepšená stíhací verze. Postaveno 132 strojů.
Hornet FR.4
Verze pro stíhací účely i průzkum. Postaveno 12 strojů. Dalších 11 strojů přestavěno z verze F.3.
Sea Hornet F.20
Verze upravená pro působení na britských letadlových lodích. Postaveno 79 strojů.
Sea Hornet NF.21
Verze upravená pro působení na britských letadlových lodích v roli nočních stíhačů. Letouny byly poháněny motory Merlin 133/134. Postaveno 72 strojů.
Sea Hornet PR.22
Verze pro námořní fotografický průzkum. Postaveno 23 strojů.

## Specifikace (Hornet F 3)
Technické údaje pocházejí z publikací „Jane’s Fighting Aircraft of World War II“ a „Hornet and Sea Hornet“.

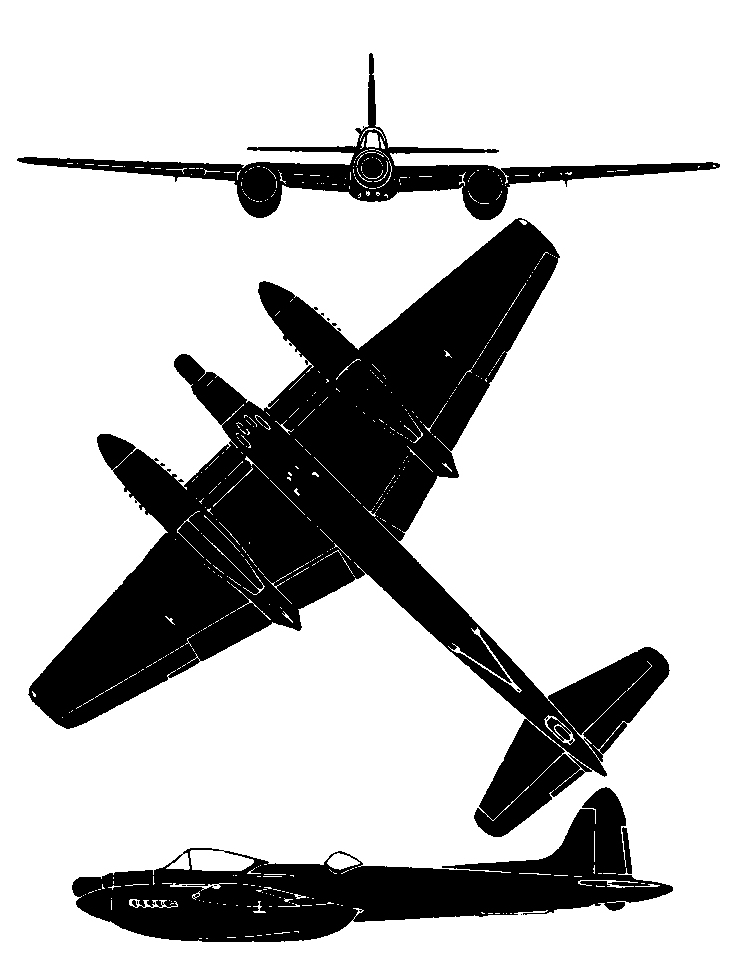
Sea Hornet N.F.21 (s druhým kokpitem pro pozorovatele)

### Technické údaje
- Posádka: 1
- Rozpětí: 13,72 m
- Délka: 11,48 m
- Výška: 4,93 m
- Nosná plocha: 33,54 m²
- Plošné zatížení: ? kg/m²
- Běžná hmotnost: 8 886 kg
- Max. vzletová hmotnost : 9 480 kg[p 1]
- Pohonná jednotka: 2× řadový motor Rolls-Royce Merlin 130/131
- Výkon pohonné jednotky: 2 080 k (1 551 kW)

### Výkony
- Cestovní rychlost: ? km/h ve výšce ? m
- Maximální rychlost: 760 km/h (472 mph) ve výšce 6 706 m (22 000 stop)
- Dolet: 4 828 km (3 000 mil)
- Dostup: 10 058 m (33 000 stop)
- Stoupavost: 20,3 m/s (4 000 stop/min)

### Výzbroj
- 4× letecký kanón Hispano Mk. V ráže 20 mm v nose letounu
- 2× bomba 1 000 liber (454 kg) pod křídly vně motorů
- 8× neřízená raketa RP-3

## Uživatelé
Austrálie
- Royal Australian Air Force – Jeden letoun používaný pro zkoušky v tropických podmínkách.

 Kanada
- Royal Canadian Air Force – Jeden letoun původně patřící královskému námořnictvu používaný ke zkouškám.[10]

 Spojené království
- Royal Air Force
- Fleet Air Arm